# Géographie du Lesotho
La géographie du Lesotho est homogène en raison de la petite taille du pays, qui occupe un espace au relief montagneux.

## Géographie physique

### Topographie
Le relief du Lesotho est très montagneux, on l'appelle « Un royaume dans le ciel », ce qui le décrit bien, tout le pays est à plus de 1 400 m de haut. Son point culminant est Thabana Ntlenyana à 3 482 m d'altitude.

## Climat

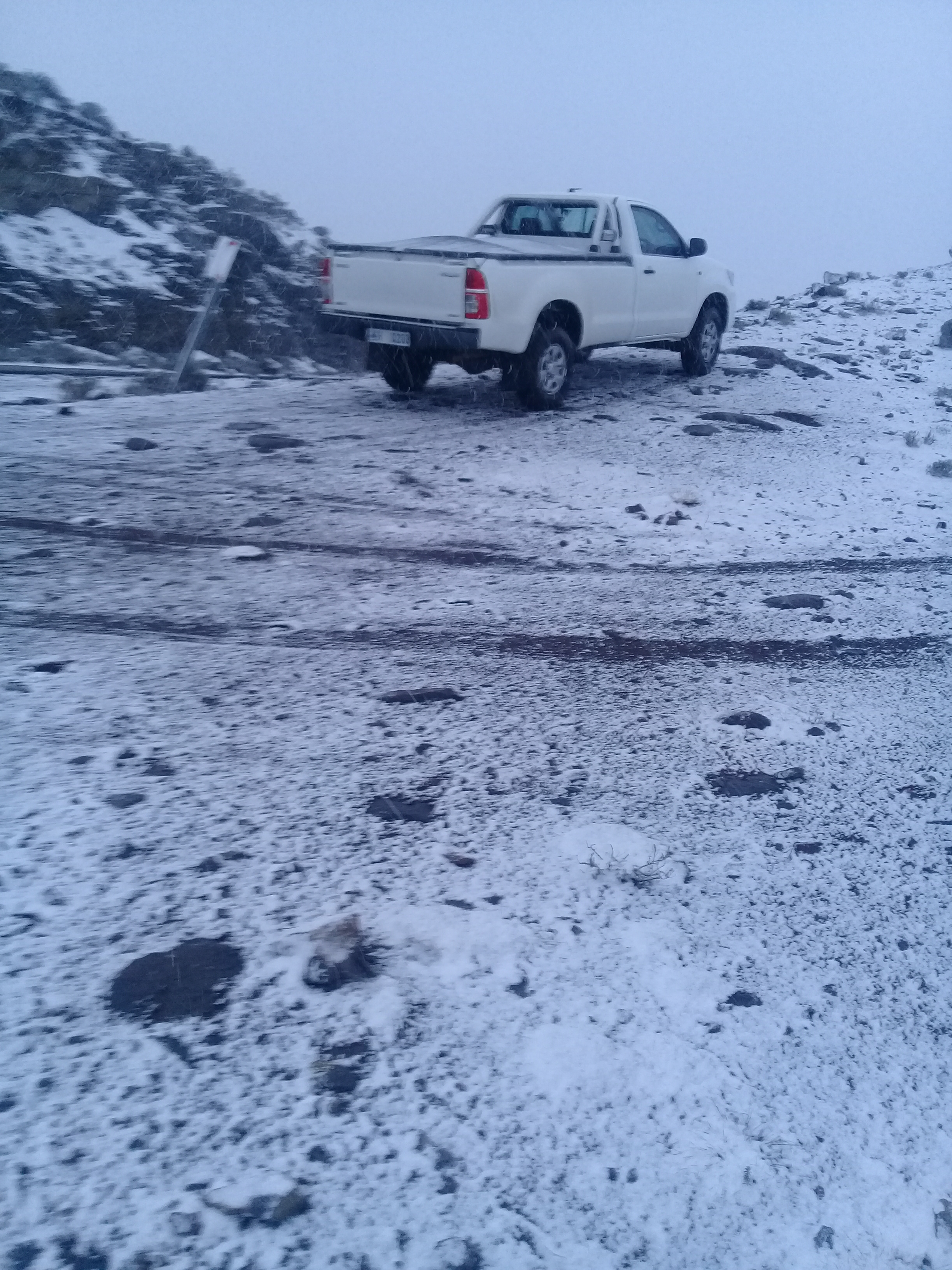
Neige à Semonkong (septembre 2018).

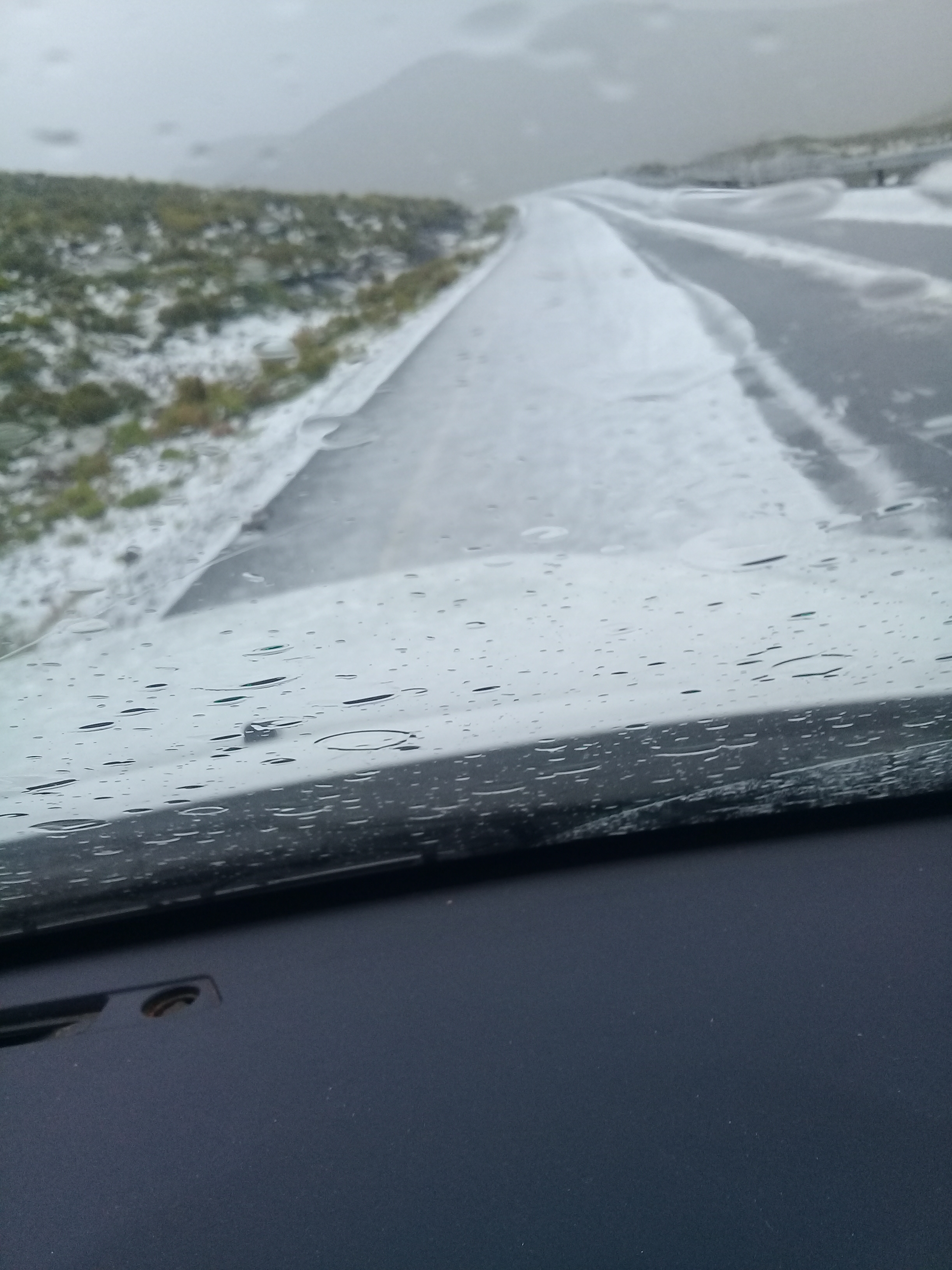
Jour de pluie au centre du pays (décembre 2018).

L'hiver va de juin à août, avec des températures avoisinant 0 °C. On peut alors voir de la neige sur les montagnes. La saison des pluies commence en octobre et finit en avril.

## Géographie humaine

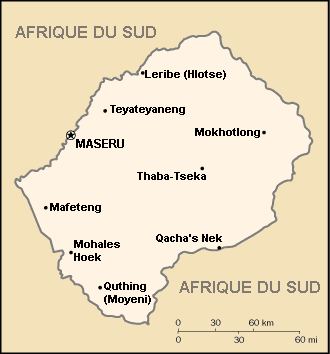
Principales villes

### Réseaux de transport
Le transport ferroviaire au Lesotho est quasi inexistant, seul le terminus d'une ligne sud-africaine laisse un tronçon d'un kilomètre de voie ferrée. L'ensemble des transports se fait sur route ou sur piste avec des transports collectifs : bus, taxi-brousse, etc.
Cols de montagne :
- Mahlasela Pass (3 222 m)
- Sani Pass (2 900 m)
- Moteng Pass (2 820 m)
- Blue Mountain Pass (2 641 m)
- God Help Me Pass (2 318 m)
- Bushman's Pass (2 266 m)
- Qacha's Nek (1 980 m)